# Marcianus d'Alexandrie
Marcianus d'Alexandrie 8e patriarche d'Alexandrie de 143 à 154 A.D.

## Contexte
Marcianus ou Marcien nait à Alexandrie. Lorsque Eumènes ou Omanius meurt les pères de l'église et le peuple d'Alexandrie se concertent pour choisir un nouvel évêque pour occuper le siège vacant et le consensus, ce fait sur le nom de  Marcianus pour ses capacités intellectuelles et sa droiture.Eusèbe de Césarée lui accorde 10 années d'épiscopat. Selon les Coptes il siège 9 années, 2 mois et 26 jours et meurt le 6e jour de Toba 154 A.D. soit le 1er janvier 154